# Serafim Pereira
Pour les articles homonymes, voir Pereira.
Manuel Serafim Monteiro Pereira, plus communément appelé Serafim Pereira ou simplement Serafim est un footballeur portugais né le 25 juin 1943 à Rio Tinto, Gondomar et mort le  7 juin 1994. Il évoluait au poste d'attaquant.

## Biographie

### En club
Serafim évolue dans les clubs du FC Porto, du Benfica Lisbonne et de l'Académica de Coimbra,,.
Il est champion du Portugal en 1964 et en 1965 avec Benfica. Avec le club lisboète, il remporte également la Coupe du Portugal en 1964, il marque un but lors de la finale contre le FC Porto (victoire 6-2),.
Il dispute 159 matchs pour 43 buts marqués en première division portugaise durant 11 saisons,.
Il joue également 5 rencontres pour 4 buts marqués en Ligue des champions pour le compte du Benfica Lisbonne. En outre, il dispute 4 matchs en Coupe UEFA pour un but marqué et 3 matchs en Coupe des coupes.

### En équipe nationale
International portugais, il reçoit cinq sélections en équipe du Portugal entre 1962 et 1967, pour aucun but marqué.
Son premier match est disputé le 6 mai 1962 en amical contre le Brésil (défaite 1-2 à São Paulo).
Son dernier match a lieu le 1er juin 1967 dans le cadre des qualifications pour l'Euro 1968 contre la Suède (match nul 1-1 à Solna).

## Palmarès
Avec le Benfica Lisbonne :
- Champion du Portugal en 1964 et 1965
- Vainqueur de la Coupe du Portugal en 1964

Avec l'Académica de Coimbra :
- Finaliste de la Coupe du Portugal en 1967